# كاميرون بارك (تكساس)
كاميرون بارك (بالإنجليزية: Cameron Park CDP, Texas)‏ هي منطقة سكنية تقع بولاية تكساس في الولايات المتحدة. تبلغ مساحتها 1.6 كم2، وترتفع عن سطح البحر 5 م، بلغ عدد سكانها 6963 نسمة في عام 2010 حسب إحصاء مكتب تعداد الولايات المتحدة وتصل الكثافة السكانية فيها 4,351.9 نسمة لكل كيلومتر مربع (11,271.4/ميل2).

## التركيبة السكانية
حدّد مكتب تعداد الولايات المتحدة بيانات التركيبة السكانية لكاميرون بارك في تعداد الولايات المتحدة. في ما يلي، التركيبة السكانية حسب تعدادي 2000 و2010.

### تعداد عام 2000
بلغ عدد سكان كاميرون بارك 5961 نسمة بحسب تعداد عام 2000، وبلغ عدد الأسر 1269 أسرة وعدد العائلات 1199 عائلة مقيمة في المنطقة السكنية. في حين سجلت الكثافة السكانية 3,725.6 نسمة لكل كيلومتر مربع (9,649.3/ميل2). وبلغ عدد الوحدات السكنية 1366 وحدة بمتوسط كثافة قدره 853.8 لكل كيلومتر مربع (2,211.3/ميل2).
وتوزع التركيب العرقي للمنطقة السكنية بنسبة 87.05% من البيض و0.08% من الأمريكيين الأفارقة و0.12% من الأمريكيين ذوي الأصول الآسيوية و11.93% من الأعراق الأخرى و0.82% من عرقين مختلطين أو أكثر و99.28% من الهسبانيون أو اللاتينيون من أي عرق.
بلغ عدد الأسر 1269 أسرة كانت نسبة 78.2% منها لديها أطفال تحت سن الثامنة عشر تعيش معهم، وبلغت نسبة الأزواج القاطنين مع بعضهم البعض 71.8% من أصل المجموع الكلي للأسر، ونسبة 16.7% من الأسر كان لديها معيلات من الإناث دون وجود شريك،  بينما كانت نسبة 6% من الأسر لديها معيلون من الذكور دون وجود شريكة وكانت نسبة 5.5% من غير العائلات. تألفت نسبة 4.3% من أصل جميع الأسر من عدة أفراد يعيشون في نفس المنزل ونسبة 1.9% كانت تتألف من شخص يعيش بمفرده يبلغ من العمر 65 عاماً أو أكثر. وبلغ متوسط حجم الأسرة المعيشية 4.70، أما متوسط حجم العائلات فبلغ 4.81.
بلغ العمر الوسطي للسكان 21.0 عاماً. وكانت نسبة 43.4% من القاطنين تحت سن الثامنة عشر، وكانت نسبة 13.8% بين الثامنة عشر والرابعة والعشرين عاماً، ونسبة 26% كانت واقعةً في الفئة العمرية ما بين الخامسة والعشرين والرابعة والأربعين عاماً، ونسبة 13% كانت ما بين الخامسة والأربعين والرابعة والستين، ونسبة 3.7% كانت ضمن فئة الخامسة والستين عاماً فما فوق. يوجد لكل 100 أنثى 101.8 ذكر، ويوجد لكل 100 أنثى في الثامنة عشر من عمرها فما فوق 93.7 ذكر.
بلغ متوسط دخل الأسرة في المنطقة السكنية 16934 دولارًا، أما متوسط دخل العائلة فبلغ 17033 دولارًا. وكان متوسط دخل الذكور 13784 دولارًا مقابل 12805 دولارًا للإناث. وسجل دخل الفرد الخاص بالمنطقة السكنية 4103 دولارًا. وكانت نسبة 58.1% من العائلات ونسبة 61.2% من السكان تحت خط الفقر، وكان من هؤلاء نسبة 66.4% تحت سن الثامنة عشر ونسبة 41.9% في الخامسة والستين من العمر وما فوق.

### تعداد عام 2010
بلغ عدد سكان كاميرون بارك 6963 نسمة بحسب تعداد عام 2010، وبلغ عدد الأسر 1576 أسرة وعدد العائلات 1427 عائلة مقيمة في المنطقة السكنية. في حين سجلت الكثافة السكانية 4,351.9 نسمة لكل كيلومتر مربع (11,271.4/ميل2). وبلغ عدد الوحدات السكنية 1707 وحدة بمتوسط كثافة قدره 1,066.9 لكل كيلومتر مربع (2,763.3/ميل2).
وتوزع التركيب العرقي للمنطقة السكنية بنسبة 88.42% من البيض و0.14% من الأمريكيين الأفارقة و0.27% من الأمريكيين الأصليين و0.09% من الأمريكيين ذوي الأصول الآسيوية و10.08% من الأعراق الأخرى و0.99% من عرقين مختلطين أو أكثر و99.28% من الهسبانيون أو اللاتينيون من أي عرق.
بلغ عدد الأسر 1576 أسرة كانت نسبة 68.3% منها لديها أطفال تحت سن الثامنة عشر تعيش معهم، وبلغت نسبة الأزواج القاطنين مع بعضهم البعض 64.7% من أصل المجموع الكلي للأسر، ونسبة 20.7% من الأسر كان لديها معيلات من الإناث دون وجود شريك،  بينما كانت نسبة 5.1% من الأسر لديها معيلون من الذكور دون وجود شريكة وكانت نسبة 9.5% من غير العائلات. تألفت نسبة 8% من أصل جميع الأسر من عدة أفراد يعيشون في نفس المنزل ونسبة 3% كانت تتألف من شخص يعيش بمفرده يبلغ من العمر 65 عاماً أو أكثر. وبلغ متوسط حجم الأسرة المعيشية 4.42، أما متوسط حجم العائلات فبلغ 4.67.
بلغ العمر الوسطي للسكان 23.7 عاماً. وكانت نسبة 39.5% من القاطنين تحت سن الثامنة عشر، وكانت نسبة 12.2% بين الثامنة عشر والرابعة والعشرين عاماً، ونسبة 25.1% كانت واقعةً في الفئة العمرية ما بين الخامسة والعشرين والرابعة والأربعين عاماً، ونسبة 17.3% كانت ما بين الخامسة والأربعين والرابعة والستين، ونسبة 5.9% كانت ضمن فئة الخامسة والستين عاماً فما فوق. وتوزع التركيب الجنسي للسكان بنسبة 48.7% ذكور و51.3% إناث.